# Křinecká Blatnice
Křinecká Blatnice je pravostranný přítok Mrliny v okrese Nymburk ve Středočeském kraji. Délka toku je 15,24 km a plocha povodí je 56,6 km².

## Průběh toku
Potok pramení v několika ramenech jihovýchodně od Mcel. Odtud potok teče jižním směrem okolo letiště Loučeň. Nedaleko obce Jíkev se do potoka zprava vlévá Loučeňský potok a následně se stáčí východním směrem. U Křince se potok stáčí zpět k jihu.
Východně od Nového Dvora potok přijímá zprava Ronovku, která je poslední větší přítok tohoto potoka. Západně od Netřebic se Křinecká Blatnice zprava vlévá do Mrliny.